# NGC 5838
NGC 5838 (другие обозначения — UGC 9692, MCG 0-38-22, ZWG 20.57, IRAS15029+0217, PGC 53862) — галактика в созвездии Дева.
Этот объект входит в число перечисленных в оригинальной редакции «Нового общего каталога».